# Chaim Auerbach
Chaim Izaak Auerbach (1755-1840) (używał także nazwisk Urbach i Orbach) – rabin Łęczycy w latach 1818–1840. Pisarz religijny. Przyjaciel rabina Akiwy Egera z Poznania i rabina Solomona Posnera z Warszawy. Autor Dibre Mishpa  "Słów Sądu" (Krotoszyn 1835). Pochowany w ohelu, w którym spoczęło wielu innych rabinów z rodu Auerbachów, na kirkucie w Łęczycy. Cmentarz żydowski w Łęczycy został unicestwiony przez Niemców w czasie II wojny światowej.
Ojciec rabina Izaaka Chaima Auerbacha – Izaak był rabinem w Dobrej koło Kalisza i w Płocku. Po śmierci Chaima Auerbacha jego syn Izzak Itzik Auerbach został rabinem Łęczycy - był prawdopodobnie nie tylko pisarzem religijnym, drukującym swoje dzieła we Wrocławiu, m.in. traktat "Diwrej chaim" (Słowa życia), ale także wydawcą pism ojca. Rabin Chaim Auerbach był teściem słynnego rabina Malbima.
Potomkowie rabina Chaima Auerbacha także zostali rabinami Łęczycy: w połowie lat 40. XIX w. rabinem Łęczycy był Izaak Itzzik Auerbach (jego syn Meir Auerbach (1815 - 1878) - rabin i talmudysta, autor "Imrei bina" był rabinem Koła, Kalisza i pierwszym aszkenazyjskim rabinem Jerozolimy - zapoczątkował tam nową linię rabinacką istniejącą w Jerozolimie do dzisiaj), Szlama Auerbach w latach 1872 – 1904, a po jego śmierci jego syn Lajzer (Lmizer vel Eliezer) Szlamowicz Auerbach od roku 1908 aż do śmierci – najprawdopodobniej w obozie zagłady w Chełmnie nad Nerem w 1941 lub 1942 roku.